# Ђеблешти (Долж)
Ђеблешти (рум. Geblești) насеље је у Румунији у округу Долж у општини Карпен. Oпштина се налази на надморској висини од 215 m.

## Становништво
Према подацима из 2002. године у насељу је живело 158 становника, од којих су сви румунске националности.